# Nikołaj Szatow (sztangista)
Nikołaj Iwanowicz Szatow (ros. Николай Иванович Шатов; ur. 21 stycznia?/3 lutego 1909 w Borysowie, zm. 7 marca 1992 w Moskwie) – radziecki sztangista, złoty medalista mistrzostw Europy.

## Kariera
Był absolwentem technikum kultury fizycznej, a sport zaczął uprawiać podczas pracy w fabryce w Borysowie w roku 1923. Zaczął od lekkiej atletyki, potem była piłka nożna. Znalazł się nawet w drużynie narodowej Białorusi w koszykówce.
W 1925 przeszedł do podnoszenia ciężarów. Po sześciu latach w mińskich  klubach „Piszczewik” i „Dynamo” trafił na 8 lat do „Dynama” w Leningradzie, a od 1939 był zawodnikiem Dynamo Moskwa.
W sierpniu 1941 zgłosił się jako ochotnik na front. W 1943 roku był ranny. Został odznaczony orderami i medalami wojskowymi.
Był pierwszym radzieckim sztangistą, który pobił rekord świata – w 1934 podniósł lewą reką 78,4 kg, a w 1937 roku został mistrzem III Olimpiady Robotniczej w Antwerpii.
Był mistrzem ZSRR w wadze lekkiej w latach 1933–1940 i w 1944 oraz w wadze średniej w latach 1945–1947. W roku 1946 był czwarty w mistrzostwach świata, a rok później na mistrzostwach Europy w Helsinkach zdobył złoty medal. Ustanowił 45 rekordów kraju, a w latach 1936–1940 osiem (nieoficjalnych) rekordów świata.
Karierę sportową zakończył w 1950. W latach 1950–1962 kierował Radziecką Federacją Podnoszenia Ciężarów. Trenował (formalnie będąc na emeryturze) reprezentację ZSRR do Igrzysk Olimpijskich 1952 i 1956.
Zmarł w 1992 roku – spoczął na moskiewskim cmentarzu.